# Giulio Castelli (scrittore)
Giulio Castelli (Roma, 13 febbraio 1938) è un giornalista e scrittore italiano.

## Biografia
Nato a Roma, dove ha sempre vissuto, in una famiglia originaria del Piemonte e della Toscana, ha esordito nel giornalismo nel 1960.  È stato redattore e inviato speciale per diversi quotidiani per i quali ha svolto inchieste sulla demografia, sulla violenza giovanile, sulla mancanza di memoria storica e sul degrado ambientale.  Negli anni 1970 ha lavorato per Il Tempo e collaborato al settimanale Il Mondo.  Ha condotto trasmissioni radiofoniche quali Antologia di RadioTre, Prima Pagina e Terza Pagina. Dalla metà degli anni 1990 si è occupato di editoria ed è stato A.D. di Multimedia Adnkronos e direttore editoriale di Aki-Adnkronos International.  È stato presidente di Cives, una associazione di promozione sociale per l'ambiente e la qualità della vita urbani.
Dal suo romanzo Il fascistibile, che fu indicato da Umberto Eco a Valentino Bompiani, sono state tratte due sceneggiature per conto di una cooperativa di produzione formata dal produttore Vincenzo Labella, dal direttore di fotografia Giuseppe Rotunno, dallo scenografo Mario Garbuglia e dall'attore Giancarlo Giannini. La prima scritta da Anthony Burgess non trovò il favore del regista prescelto, che era Miloš Forman. La seconda, scritta dal commediografo e regista David Hare, è stata pubblicata dalla Harry Ranson Humanities Research Center dell'Università del Texas ad Austin.
Nel 2008, Castelli è stato anche coautore di un saggio del politologo e italianista Gert Soerensen, docente all'Università di Copenaghen, dal titolo Berlusconi, og den moderne fyrste (Berlusconi, e il moderno Principe). 
Ha vinto alcuni premi letterari, tra i quali il Premio Letterario dei Giovani e Premio Castellammare.

## Romanzi storici sull'antica Roma
Da sempre interessato nella storia della Roma antica ha scritto tre lunghi romanzi storici ambientati nel periodo finale dell'Impero. A questi se ne sono aggiunti altri tre: il primo riguarda la biografia "segreta" dell'imperatore filosofo Marco Aurelio, attingendo a numerose fonti antiche: da Cassio Dione Cocceiano, a Tertulliano, Erodiano, alla Historia Augusta, fino ad includere i Colloqui con sé stesso, dello stesso Marco Aurelio. Il secondo narra invece le vicende del restauratore dell'Impero romano, Diocleziano, al termine di un drammatico periodo politico e militare. Il terzo, infine, è ambientato nella Roma repubblicana all'epoca della prima guerra punica.

## Opere

### Saggi
- Il Leviatano negligente, Acropoli, 1992
- Piccolo dizionario 2005, Cives, 2005

### Romanzi
- Il fascistibile, Bompiani, 1973
- Imperator. L'ultimo eroe di Roma antica, Newton Compton, 2008 (parte de Il romanzo dell'impero romano, Newton Compton, 2013)
- Gli ultimi fuochi dell'Impero Romano, Newton Compton, 2009 (parte de Il romanzo dell'impero romano, Newton Compton, 2013)
- 476 A.D. L'ultimo imperatore, Newton Compton, 2010 (parte de Il romanzo dell'impero romano, Newton Compton, 2013)
- Il diario segreto di Marco Aurelio. L'imperatore che disprezzava il potere, Newton Compton, 2013, ISBN 978-88-541-4985-4
- L'imperatore guerriero. Il romanzo di Diocleziano, il persecutore, Newton Compton, 2014, ISBN 978-88-541-6731-5
- La battaglia sulla montagna di Dio, Newton Compton, 2016, ISBN 978-88-541-9509-7
- Il guerriero del mare, Newton Compton, 2017, ISBN 978-88-227-3190-6
- La battaglia del leone di Venezia, Newton Compton, 2021, ISBN 978-88-227-4846-1
- Un solo re, Newton Compton, 2022, ISBN 978-88-227-5848-4